# Jayden Bogle
Jayden Bogle, né le 27 juillet 2000 à Reading en Angleterre, est un footballeur anglais qui évolue au poste d'arrière droit à Leeds United.

## Biographie

### Derby County
Formé à Swindon Town, Jayden Bogle rejoint le club de Derby County en 2016 où il poursuit sa formation. D'abord intégré aux équipes de jeunes, Bogle fait ses débuts avec les professionnels le 14 août 2018 en Coupe de la Ligue anglaise contre Oldham Athletic. Il débute ce match que son équipe remporte par deux buts à zéro,. Sa prestation est saluée par son entraîneur Frank Lampard après la rencontre. Bogle fait ses premiers pas en championnat lors de la troisième journée de la saison 2018-2019, le 18 août 2018 face au Millwall FC. Il est titulaire au poste d'arrière droit ce jour-là et Derby County s'incline sur le score de 2-1.
Le 6 avril 2019, il inscrit son premier but au niveau professionnel à l'occasion d'une rencontre de championnat contre Brentford (3-3).

### Sheffield United
Le 7 septembre 2020, Bogle s'engage avec Sheffield United. Il joue son premier match sous ses nouvelles couleurs le 17 septembre 2020, lors d'une rencontre de coupe de la Ligue anglaise face au Burnley FC. Il est titulaire lors de cette rencontre où les deux équipes se neutralisent dans le temps réglementaire (1-1) avant que Burnley s'impose aux tirs au but.

### Leeds United
Le 20 juillet 2024, Jayden Bogle rejoint Leeds United. Il signe un contrat de quatre ans, soit jusqu'en juin 2028,.

### En sélection
Jayden Bogle compte trois sélections avec l'équipe d'Angleterre des moins de 20 ans, toutes obtenues en 2019.

## Statistiques
| Saison                | Club                  | Championnat           | Championnat | Championnat | Coupe nationale | Coupe nationale | Coupe de la Ligue | Coupe de la Ligue | Compétition(s) continentale(s) | Compétition(s) continentale(s) | Compétition(s) continentale(s) | Play-offs | Play-offs | Total | Total |
| Saison                | Club                  | Division              | M.          | B.          | M.              | B.              | M.                | B.                | Comp.                          | M.                             | B.                             | M.        | B.        | M.    | B.    |
| 2018-2019             | Derby County          | Championship          | 40          | 2           | 4               | 0               | 3                 | 0                 | -                              | -                              | -                              | 3         | 0         | 50    | 2     |
| 2019-2020             | Derby County          | Championship          | 37          | 1           | 3               | 0               | -                 | -                 | -                              | -                              | -                              | -         | -         | 40    | 1     |
| Sous-total            | Sous-total            | Sous-total            | 77          | 3           | 7               | 0               | 3                 | 0                 | -                              | -                              | -                              | 3         | 0         | 90    | 3     |
| 2020-2021             | Sheffield United      | Premier League        | 16          | 2           | 4               | 1               | 1                 | 0                 | -                              | -                              | -                              | -         | -         | 21    | 3     |
| 2021-2022             | Sheffield United      | Championship          | 18          | 3           | 1               | 0               | 3                 | 0                 | -                              | -                              | -                              | -         | -         | 22    | 3     |
| 2022-2023             | Sheffield United      | Championship          | 20          | 2           | 4               | 1               | -                 | -                 | -                              | -                              | -                              | -         | -         | 24    | 3     |
| 2022-2023             | Sheffield United      | Premier League        | 20          | 1           | -               | -               | -                 | -                 | -                              | -                              | -                              | -         | -         | 20    | 1     |
| Sous-total            | Sous-total            | Sous-total            | 74          | 8           | 9               | 2               | 4                 | 0                 | -                              | 0                              | 0                              | 0         | 0         | 87    | 10    |
| Total sur la carrière | Total sur la carrière | Total sur la carrière | 151         | 11          | 16              | 2               | 7                 | 0                 | -                              | 0                              | 0                              | 3         | 0         | 177   | 13    |

## Palmarès

### En club
- Sheffield United
  - Vice-champion de Championship en 2023.
- Championnat d'Angleterre de deuxième division (5) :
  - Champion : 1924, 1964, 1990, 2020, 2025

- Leeds United
  - Champion de Championship en 2025

### Distinctions individuelles
- Membre de l'équipe-type de D2 anglaise en 2025 (EFL Awards)[11].